# ユタ映画批評家協会賞 (2023年)
第22回ユタ映画批評家協会賞（だい22かいユタえいがひひょうかきょうかいしょう）は、2023年の映画を対象とした映画賞。2023年12月にノミネート作品が発表され、2024年1月6日に受賞者が発表された。

## 受賞一覧
| 作品賞 | 監督賞 |
| --- | --- |
| - 『パスト ライブス/再会』 - 次点：『哀れなるものたち』 - 『ホールドオーバーズ 置いてけぼりのホリディ』 - 『キラーズ・オブ・ザ・フラワームーン』 - 『オッペンハイマー』 | - セリーヌ・ソン - 『パスト ライブス/再会』 - 次点：ヨルゴス・ランティモス - 『哀れなるものたち』 - クリストファー・ノーラン - 『オッペンハイマー』 - グレタ・ガーウィグ - 『バービー』 - マーティン・スコセッシ - 『キラーズ・オブ・ザ・フラワームーン』 |
| 主演男優賞 | 主演女優賞 |
| - アンドリュー・スコット - 『異人たち』：アダム - 次点：ジェフリー・ライト - 『アメリカン・フィクション』：セロニアス・“モンク”・エリソン - ブラッドリー・クーパー - 『マエストロ: その音楽と愛と』：レナード・バーンスタイン - キリアン・マーフィー - 『オッペンハイマー』：ロバート・オッペンハイマー - ポール・ジアマッティ - 『ホールドオーバーズ 置いてけぼりのホリディ』：ポール | - エマ・ストーン - 『哀れなるものたち』：ベラ・バクスター - 次点：グレタ・リー - 『パスト ライブス/再会』：ノラ・ムーン - 次点： リリー・グラッドストーン - 『キラーズ・オブ・ザ・フラワームーン』：モーリー・バークハート - キャリー・マリガン - 『マエストロ: その音楽と愛と』：フェリシア・モンテアレグレ・コーン・バーンスタイン - ナタリー・ポートマン - 『May December』：エリザベス             |
| 助演男優賞 | 助演女優賞 |
| - ドミニク・セッサ - 『ホールドオーバーズ 置いてけぼりのホリディ』：アンガス - 次点：チャールズ・メルトン - 『メイ・ディセンバー ゆれる真実』：ジョー・ヨー - マーク・ラファロ - 『哀れなるものたち』：ダンカン・ウェダーバーン - ロバート・ダウニー・ジュニア - 『オッペンハイマー』：ルイス・ストローズ - ライアン・ゴズリング - 『バービー』：ケン                                  | - ダヴァイン・ジョイ・ランドルフ - 『ホールドオーバーズ 置いてけぼりのホリディ』：メアリー - 次点：ザンドラ・ヒュラー - 『関心領域』：ヘートヴィク・ヘス - アメリカ・フェレーラ - 『バービー』：グロリア - エミリー・ブラント - 『オッペンハイマー』：キャサリン・オッペンハイマー - レイチェル・マクアダムス - 『Are You There God? It's Me, Margaret.』：バーバラ・サイモン                          |
| アンサンブル賞 | ヴィンス/マーティン賞 |
| - 『アイアンクロー』 - 次点：『ホールドオーバーズ 置いてけぼりのホリディ』 - 『AIR/エア』 - 『バービー』 - 『オッペンハイマー』 | - イマン・ヴェラーニ - 『マーベルズ』：カマラ・カーン / ミズ・マーベル - 次点：ニコラス・ケイジ - 『レンフィールド』：ヴラド・ザ・インペラー / ドラキュラ伯爵 - ブラッドリー・クーパー - 『ガーディアンズ・オブ・ギャラクシー:VOLUME 3』：ロケット - クリス・パイン - 『ダンジョンズ&ドラゴンズ/アウトローたちの誇り』：エドガン・ダーヴィス - エマ・ストーン - 『哀れなるものたち』：ベラ・バクスター |
| 脚本賞 | 脚色賞 |
| - セリーヌ・ソン - 『パスト ライブス/再会』 - 次点：グレタ・ガーウィグ、ノア・バームバック - 『バービー』 - デヴィッド・ヘミングソン - 『ホールドオーバーズ 置いてけぼりのホリディ』 - ジュスティーヌ・トリエ、アルチュール・アラリ - 『落下の解剖学』 - サミー・バーチ - 『メイ・ディセンバー ゆれる真実』                                                                            | - ケリー・フレモン・クレイグ - 『Are You There God? It's Me, Margaret.』 - 次点：クリストファー・ノーラン - 『オッペンハイマー』 - 次点：コード・ジェファーソン - 『アメリカン・フィクション』 - エリック・ロス、マーティン・スコセッシ - 『キラーズ・オブ・ザ・フラワームーン』 - トニー・マクナマラ - 『哀れなるものたち』                                                                           |
| 撮影賞 | 作曲賞 |
| - ロビー・ライアン - 『哀れなるものたち』 - 次点：ホイテ・ヴァン・ホイテマ - 『オッペンハイマー』 - ロドリゴ・プリエト - 『バービー』 - ロドリゴ・プリエト - 『キラーズ・オブ・ザ・フラワームーン』 - マシュー・リバティーク - 『マエストロ: その音楽と愛と』 | - ロビー・ロバートソン - 『キラーズ・オブ・ザ・フラワームーン』 - 次点：ジャースキン・フェンドリックス - 『哀れなるものたち』 - ルドウィグ・ゴランソン - 『オッペンハイマー』 - クリストファー・ベア、ダニエル・ローセン - 『パスト ライブス/再会』 - ダニエル・ペンバートン - 『スパイダーマン:アクロス・ザ・スパイダーバース』                                                                       |
| 編集賞 | 視覚効果賞 |
| - マイケル・アンドリュース - 『スパイダーマン:アクロス・ザ・スパイダーバース』 - 次点：ケヴィン・テント - 『ホールドオーバーズ 置いてけぼりのホリディ』 - 次点： ジェニファー・レイム - 『オッペンハイマー』 - ニック・ヒューイ - 『バービー』 - セルマ・スクーンメイカー - 『キラーズ・オブ・ザ・フラワームーン』                                                                     | - 『ゴジラ-1.0』 - 次点：『ザ・クリエイター/創造者』 - 次点：『哀れなるものたち』 - 『ガーディアンズ・オブ・ギャラクシー:VOLUME 3』 - 『スパイダーマン:アクロス・ザ・スパイダーバース』 |
| ドキュメンタリー映画賞 | アニメ映画賞 |
| - 『STILL:マイケル・J・フォックス ストーリー』 - 次点：『The Mission』 - 『実録 マリウポリの20日間』 - 『ジョン・バティステ: アメリカン・シンフォニー』 - 『ビヨンド・ユートピア 脱北』 | - 『スパイダーマン:アクロス・ザ・スパイダーバース』 - 次点：『ロボット・ドリームズ』 - 『君たちはどう生きるか』 - 『ニモーナ』 - 『ミュータント・タートルズ:ミュータント・パニック!』 |
| 外国語映画賞 | |
| - 『関心領域』 - 次点：『ゴジラ-1.0』 - 『落下の解剖学』 - 『雪山の絆』 - 『ポトフ 美食家と料理人』 | |